# Gerardus Johannes Mulder
Gerardus Johannes Mulder (født 27. december 1802 i Utrecht, død 18. april 1880 sammesteds) var en hollandsk kemiker og læge.
Mulder studerede fra 1819 ved universitetet i Utrecht, hvor han lagde sig såvel efter medicin, som efter naturvidenskaber og matematik; 1825 tog han doktorgraden i medicin og farmaci og nedsatte sig derefter som praktiserende læge i Amsterdam; 1826 overtog han en stilling som lektor i fysik ved det bataviske selskab i Rotterdam og som lærer i botanik i apotekerforeningen sammesteds. Da der i Rotterdam 1827 blev oprettet en klinisk skole, blev Mulder ansat som lærer i botanik og snart efter tillige som lærer i kemi ved denne; desuden docerede han farmaci og farmakologi samt zoologi. I 1841 blev han professor i kemi i Utrecht og virkede i denne stilling til 1868. 
Af hans værker, af hvilke flere har haft betydning for fysiologien og agrikulturkemien, skal nævnes: Leerboek der scheikundige werktuigkunde (1832—1833), Proeve eener algemeene physiologische Scheikunde (1843), Chemie des Weines (1856), Chemie des Bieres (1858), Chemie der Ackerkrume (1862). Mulder er forfatter til talrige afhandlinger, der findes spredte i forskellige tidsskrifter. Han var 1826—1832 medredaktør af Bijdragen tot de natuurkundige Wetenschappen og (fra 1833) af Natuur- en scheikundig archief samt af Bulletin des sciences physiques et naturelles en Neerlande; fra 1842 redigerede han Scheikundige onderzoekingen gedaan in het laboratorium der Utrechtsche Hoogeschoel.